# Дидикін Валерій Вікторович
Валерій Вікторович Дидикін (рос. Валерий Викторович Дыдыкин; 4 березня 1986, м. Челябінськ, СРСР) — російський хокеїст, захисник. Виступає за «Донбас» (Донецьк) у Континентальній хокейній лізі. 
Вихованець хокейної школи «Трактор» (Челябінськ). Виступав за «Трактор-2» (Челябінськ), «Трактор» (Челябінськ), «Лада» (Тольятті), «Металург» (Новокузнецьк), «Єрмак» (Ангарськ).